# Aarrujaaqtuup Kangiqtua
Aarrujaaqtuup Kangiqtua ist ein Fjord an der Baffininsel im kanadischen Territorium Nunavut. Der Fjord liegt an der Davisstraße.
Aarrujaaqtuup Kangiqtua ist 1,6 Kilometer breit und 3,4 Kilometer tief. Es bildet den hintersten Teil des Pitchforth Fiords.